# Ganz (Kyritz)
Ganz ist ein Wohnplatz im Gemeindegebiet der Stadt Kyritz im Landkreis Ostprignitz-Ruppin (Brandenburg). Der Ort bildet zusammen mit dem Wohnplatz Teetz den Ortsteil Teetz-Ganz der Stadt Kyritz. Teetz-Ganz war von 1957 bis zur Eingemeindung in die Stadt Kyritz zum Ende des Jahres 2002 eine eigenständige Gemeinde.

## Geographie
Der Ort liegt an der Lütkendosse auf 50 m ü. NHN. Der höchste Punkt der ehemaligen Gemarkung liegt bei 57 m ü. NHN, der tiefste Punkt bei 47 m ü. NHN. Ganz liegt nordwestlich von Teetz; die beiden Ortskerne liegen nur etwa 1,5 km Luftlinie voneinander entfernt. Ganz hat zusammen mit Teetz eine gemeinsame Gemarkung, die frühere Gemarkung von Ganz entspricht der Flur 9 der Gemarkung Teetz-Ganz.

## Geschichte
Das mittelalterliche Dorf Ganz war bis spätestens zum Zeitpunkt der urkundlichen Erstnennung 1438 wüst gefallen. Die wüste Feldmark Ganz gehörte damals zur Herrschaft Fretzdorf, die 1438 vom Markgrafen Friedrich II. an den Bischof Konrad von Havelberg übertragen worden war. Der Name Ganz leitet sich wohl von einer apl. Grundform *Gąs'a bzw. *Gąs'e ab, was als Ort, wo es Gänse gibt zu übersetzen ist. Nach der Dorfstruktur ist Ganz eine Gutssiedlung; sie stammt im Wesentlichen aus der Zeit vor und im Ersten Weltkrieg.

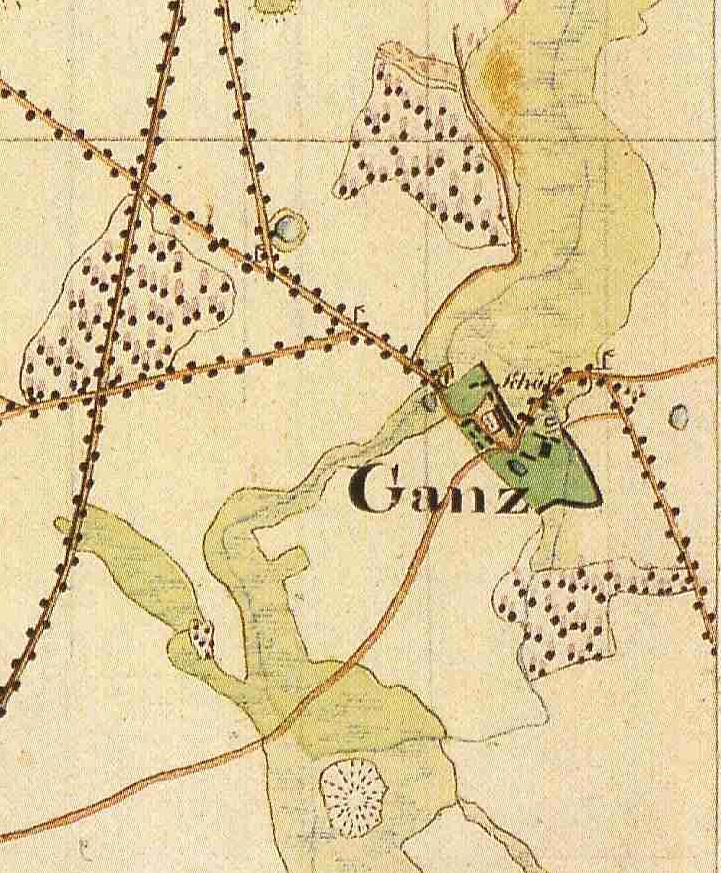
Ganz auf dem Urmesstischblatt 2940 Blumenthal von 1825

Die wüste Feldmark Ganz wurde schon vor 1504 an Engelhardt von Warnstedt (* um 1475, † 1542/3 auf Königsberg) weiterverliehen. Er war in erster Ehe mit Dorothea von Peccatel, in zweiter Ehe mit Ottilia von Pfuel, Tochter des Melchior von Pfuel verheiratet. Noch 1523 war die Feldmark unbesiedelt, die Feldmark wurde anscheinend von den Nachbarn genutzt (das Feld zu Ganz). Auf Engelhardt folgte sein Sohn Caspar (* vor 1510, † 1576 auf Ganz) aus seiner ersten Ehe nach. Caspar war in erster Ehe mit Margaretha von Bülow verheiratet, in zweiter Ehe mit Elisabeth von Buchwald. Bis 1571 war auf der Feldmark ein Wohnhof der v. Warnstedt entstanden. Auf Caspar d. Ä. folgte Caspar d. Jü. (* vor 1559, † 1632/45). Er war mit Hippolita von Kröcher, Tochter des Christian von Kröcher auf Lohm verheiratet.  1592 saß Caspar v. Warnstedt auf Ganz. In diesem Jahr machten er und seine Frau Hippolyta v. Kröcher aus dem Hause Lohm eine Ehestiftung über 3000 Taler. 1618 verkaufte er das Gut Ganz. In einem Adelsverzeichnis vom Ende des 16. Jahrhunderts werden Nickels zwey unmündige Söhne zu Gantz genannt. Auch Caspar, Ditloff und Johann Zacharias, Caspars Söhne werden in dieser Liste aufgeführt, allerdings ohne Ortsangabe. 1608 gab es sogar zwei Rittersitze der von Warnstedt in Ganz. In diesem Jahr erwarb die Familie von Gühlen einen Rittersitz im Ort. 1615 heirateten Christoph Joachim von Gühlen auf Ganz und Catharina von Warnstedt; die Urkunde ist in Dreetz ratifiziert. 1642 heirateten Germanus von Gühlen auf Ganz und Eva Hedwig von Staffelde. Als Ehegeld wurden 2.500 Taler festgesetzt. Nach der Special-Roulle der prignitzischen Ritterschaft Lehnpferden, wie dieselben ingesambt, auch insonderheit aufgebracht und gehalten werden de 1666 mussten Germanus von Gühlen sel. Lehnsfolger zu Ganz ein gerüstetes Pferd stellen. 1684 gab es nur noch einen Rittersitz in Ganz. 1693 heirateten Elisabeth Margaretha von Gühlen, Tochter des Germanus von Gühlen in Ganz, und Anton Baltzer von Kahlbutz auf Kampehl; sie machten dazu eine Ehestiftung in Höhe von 1000 Talern. Eine weitere Tochter des Germanus, Constantine Christine von Gühlen heiratete 1693 den Baltzer Albrecht von Grabow von Bantikow. Das Ehegeld wurde auf 800 Taler, das Schmuckgeld auf 200 Taler festgesetzt. 1705 wurde Joachim v. Gühlen auf Ganz zum Stiftsvorsteher von Heiligengrabe gewählt; er übte das Amt bis zu seinem Tode 1718 aus. 1707 hatte das Rittergut nicht nur alle Rechte auf der Feldmark, sondern auch Einkünfte aus der Kattenstiegmühle. 1719 wohnten in Ganz ein Pachtschäfer, ein Knecht und ein Kuhhirt. Für 1734 werden dagegen bereits acht Häuslinge, ein Leineweber, ein Schäfer, ein Hirte, elf Knechte und acht Mägde genannt. 1791 gab es zehn Feuerstellen (Häuser) im Ort. 1801 wohnten im Gut bzw. Gutsbezirk sechs Einlieger und ein Förster, der für 1500 Morgen Wald zuständig war. Die v. Gühlen konnten den Ort bis 1808 behaupten. 
1804 war Ganz in den Besitz des Kriminalrates (Karl) August Kencke in Berlin übergegangen, der den Ort bis 1827 besaß. Der Rittergutsbesitzer Kencke plante 1806 den Bau einer Glashütte, für deren Betrieb er die Torfvorkommen im Ganzer Postluch nutzen wollte. Er erhielt für 200 Morgen auch die Konzession zum Torfabbau. Allerdings kam es nicht zum Bau der Glashütte. Das Rittergut war landtagsfähig, d. h. hatte einen Sitz im Landtag der Provinz Brandenburg. Der 1804 erstmals genannte Hildebrandtshof (existiert nicht mehr), eine Exklave nordwestlich von Bork gelegen, gehörte zu dieser Zeit zum Rittergut Ganz. Er war in Erbpacht vergeben. 1817 gehörte auch die Kattenstiegmühle zu Ganz.
1827 bis 1844 gehörte Ganz dem Kaufmann Wedell in Berlin. 1846 bestand der Ort aus sieben Wohnhäusern. 1847 ist ein v. Purgdorf als Besitzer dokumentiert. 1852 bis 1862 war Ganz im Besitz des königlichen Hofschlächters und Ökonomen Johann Heinrich Christoph Verdries. Der Boden des Gutsbezirkes Ganz war überwiegend sandig. 1852 betrieb das Rittergut Koppelwirtschaft. Die Wiesen konnten nur einmal, z. T. auch zweimal gemäht werden. In den zugehörigen Wäldern standen überwiegend Kiefern, seltener auch Birken und Buchen. In den Ställen stand gewöhnliches Landvieh. Die Pferde gehörten zur Mecklenburgischen Landrasse. Der Rittergutsbesitzer hatte auch die Fischereigerechtigkeit im Kattenstiegsee. Im Postluch wurde Torf gegraben, der Torf wurde in einer Brennerei auf dem Gut benutzt. 1860 bestand das Gut und gleichzeitig das Dorf aus zwei öffentlichen Gebäuden, acht Wohngebäuden und 13 Wirtschaftsgebäuden, darunter die Brennerei und eine Dampfgetreidemühle. 1867 erwarb Otto Sigismund Karl von Karstedt das Rittergut Ganz. Nach seinem Tod 1888 übernahm sein Sohn Achim v. Karstedt Ganz, der Ganz bereits seit 1881 bewirtschaftet hatte. Bis 1900 war die Zahl der Wohnhäuser auf 14 angewachsen. 1903 starb Achim v. Karstedt, Erbe war sein Sohn Ernst Achim v. Karstedt, der Ganz 1911 verkaufte, um die Ausbildung seiner jüngeren Geschwister zu finanzieren. Käufer war der Berliner Fabrikant Max Graetz, Erfinder der Petromax-Lampe. Dieser baute den Gutskomplex fast vollständig um. Er ließ neue Wirtschafts- und Wohngebäude errichten, eine Kapelle mit Erbbegräbnis sowie ein neues Herrenhaus in einem großen Landschaftspark. Vom alten Ensemble blieb das alte Gutshaus von 1697 erhalten. Der Gutsbezirk Ganz wurde 1928 aufgelöst und mit Lellichow zu einer Gemeinde unter dem Namen Ganz vereinigt. 1931 gab es 53 Wohnhäuser. 1939 gab es einen Betrieb mit mehr als 100 ha, drei Betriebe mit 20 bis 100 ha, sieben Betriebe mit 10 bis 20 ha, zwei Betriebe mit 5 bis 10 ha und 11 Kleinbetriebe mit 0,5 bis 5 ha. 38 Berufstätige war in Industrie und Handwerk tätig, sechs im Handel und im Verkehr. Nach dem Zweiten Weltkrieg wurde das Schloss als Lungenheilstätte und später bis 2003 als Altenpflegeheim genutzt.
In der Bodenreform von 1946 wurden 842,05 ha enteignet und aufgeteilt. Sechs Neubauern erhielten 28,1 ha, ein Neubauer 7,15 ha, 33 Personen erhielten 459,51 ha, 17 Personen 269,62 ha und sechs Altbauern 28,10 ha. Der Rest ging an die Gemeinde und die Vereinigung der gegenseitigen Bauernhilfe (VdgB). 1953 bildete sich eine erste Landwirtschaftliche Produktionsgenossenschaft vom Typ I „Einheit und Frieden“. Sie wurde 1955 in eine LPG Typ III umgewandelt und 1959 mit der LPG Typ III „Glückliche Zukunft“ in Teetz zur LPG Typ III „Einheit und Frieden“ Teet-Ganz zusammengeschlossen. 1979 wurde die LPG Pflanzenproduktion Herzsprung gegründet, die auch einen Betriebsteil in Ganz hatte. 1989 hatte der VEB Industrielle Mast Neu Glienicke (Ruppin) ihren Basiszuchtbetrieb in Ganz. Sie wurde 1990 in die Märkische Puten GmbH umgewandelt. 1991 wurde diese GmbH von der Moorgut Kartzfehn von Kameke GmbH & Co. KG übernommen. Der Betrieb firmiert heute unter Kartzfehn Märkische Puten GmbH.
| Jahr      | 1734 | 1772 | 1791 | 1801 | 1817 | 1837 | 1858 | 1875 | 1895 | 1910 | 1925 | 1939 | 1946 | 1950 |
| Einwohner | 74   | 55   | 70   | 65   | 79   | 78   | 108  | 98   | 91   | 53   | 312  | 345  | 490  | 450  |

## Politische Geschichte
Der Ort gehörte im Mittelalter zur markgräflichen Vogtei oder Herrschaft Fretzdorf. 1438 hatte der Markgraf die Herrschaft dem Bischof Konrad von Havelberg übertragen. Dieser verlieh die wüste Feldmark schon vor 1504 weiter an die v. Warnstedt zu Fretzdorf. Ganz gehört zur historischen Landschaft der Prignitz und innerhalb der Prignitz zum Wittstockischen Kreis. Es kam in der Kreisreform von 1817 zum Kreis Ostprignitz und in der Kreisreform von 1952 in der damaligen DDR zum Kreis Kyritz (Bezirk Potsdam).
Ganz wurde 1807 (Preußische Reformen) im rechtlichen Sinn keine selbständige Gemeinde, sondern bildete einen Gutsbezirk. Bereits 1928 war Lellichow nach Ganz eingemeindet worden. 1957 wurde diese Eingemeindung rückgängig gemacht. Zum 1. Januar 1957 wurde Lellichow schließlich nach Bork eingemeindet, Ganz wurde dagegen nach Teetz eingemeindet. Die Gemeinde Teetz schloss sich 1992 mit sechs anderen Gemeinden und der Stadt Kyritz zur Verwaltungsgemeinschaft Amt Kyritz zusammen. Zum 31. Dezember 2002 wurde die Gemeinde Teetz/Ganz in die Stadt Kyritz eingemeindet. Danach änderte sich die Schreibweise zu Teetz-Ganz. Seither ist Teetz-Ganz ein Ortsteil der Stadt Kyritz mit Ortsbeirat und Ortsvorsteher. Ganz ist ein Wohnplatz der Stadt Kyritz.

## Naturschutzgebiet Postluch Ganz
Auf dem Gebiet der ehemaligen Gemarkung liegt das 1997 als Schutzgebiet ausgewiesene Naturschutzgebiet Postluch Ganz, ein mesotrophes Kesselmoor. Es wurde vor über 200 Jahren entwässert. Anfang des 19. Jahrhunderts wurde hier auch Torf gestochen. 1999 wurde der Entwässerungsgraben wieder verschlossen. Das Postluch Ganz ist derzeit das größte wachsende Torfmoosmoor in Brandenburg.

## Denkmäler und Sehenswürdigkeiten
Die Denkmalliste des Landes Brandenburg für den Landkreis Ostprignitz-Ruppin verzeichnet nur ein Baudenkmal. Unter dem ist jedoch der gesamte Gutskomplex zusammengefasst.
- Parkweg 4, 6, 8, Dorfplatz 1a–c, 3a–b, 4, 5, 6, 7a, 8a, 9, 10, 12, Waldweg 1, 2: Gutsanlage, bestehend aus Neuem Schloss mit Park, Altem Gutshaus, Kapelle, acht Wirtschaftsgebäuden, elf Wohngebäuden und der Schule.

## Belege